# جبل سمعان
جبل سمعان (ارتفاعه بين 20 – 40 متر، يمتد من الشمال إلى الجنوب بطول 50 كم ) يقع في الجزء الشمالي من جبال الكتلة الكلسية في شمال سورية.
يحده شمالاً قطمة وغرباً وادي نهر عفرين وجنوبا سهل الدانا الذي تحيط به هضاب صخرية منخفضة تشكل جبل الحلقة.
الارتفاع الوسطي للجبل يتراوح بين 500-600 م وأعلى قمة فيه هي قمة الشيخ بركات وترتفع بحوالي 876م، وتقع في قسمه الجنوبي.

## التسمية
تعود تسمية جبل سمعان إلى القديس سمعان المعروف بسمعان العامودي الذي أشتهر بتنسكه وعاش معظم سنين حياته متنسكاً في منطقة من هذا الجبل.

## الأماكن والقرى
أهم القرى الأثرية في الجبل هي: براد، برج حيدر، كلوتا، خراب شمس، كفر نابو، سنخار، دير سمعان، المشبك، فافرتين، قصر البنات، سرقانيا، بطوطة، صوغانة، كيمار، دير مشمش، باصوفان، شيخ سليمان، قورش، سرجبلا، بازيهر.

## روابط خارجية
- جبلي سمعان والحلقة
- المسار السياحي الثقافي الأول في جبل سمعان